# Oliver Kylington
Oliver Kylington, född 19 maj 1997, är en svensk ishockeyback som spelar för Anaheim Ducks i National Hockey League (NHL). Han har tidigare spelat för Calgary Flames med vilka han draftades för som 60:e totalt vid NHL Entry Draft 2015 och Colorado Avalanche.

## Barndom
Kylington föddes i Stockholm som son till Börje Kylington och en eritreansk mor, Teber Zuru, som flydde till Sverige under Eritreanska självständighetskriget.

## Karriär

### Tidig karriär
I unga år var Kylington en stor talang även i fotboll, men valde till slut att satsa på ishockeyn. Under pojklagsåren spelade han för AIK, Stocksund, Nacka och Djurgårdens IF samt representerade Stockholm i TV-pucken 2011–2013. Kylington är skolad i Färjestad BK:s hockeygymnasium i Karlstad där han läste ekonomiprogrammet.
Säsongen 2012/2013 debuterade Kylington för Södertälje SK i J20 SuperElit och blev med sina 15 år en av de yngsta backarna i seriens historia (det är en liga nästan uteslutande för 18-19-åringar). Det ska dock noteras att Kylington spelade en del av matcherna som forward.

### Färjestad BK
Inför säsongen 2013/2014 valde Kylington att lämna Södertälje för Färjestad BK. Efter övertygande insatser i Färjestads J20-lag, där han som back höll ett snitt över en poäng per match, fick han debutera i SHL borta mot MoDo Hockey den 28 september 2013. Inte nog med att han därmed blev en av de yngsta debutanterna i ligans historia - han lyckades även göra det matchavgörande 2-1-målet, varmed han med sina 16 år, fyra månader och nio dagar blev den yngste målskytten någonsin i SHL. Kylington fortsatte sedan att spela som ordinarie i A-laget och skrev ett kontrakt med dem den 10 januari 2014 som löpte till och med nästföljande säsong. När Färjestad framåt vårkanten tog sig till SM-final (där de tog SM-silver) blev Kylington tidernas yngste spelare att delta i en SM-final i ishockey, även om han då fick begränsat med speltid. Dessförinnan hade han blivit den första U17-spelaren i modern tid att göra poäng i SM-slutspelet. Samma säsong kom han även att debutera i J18-landslaget.
Säsongen 2014/2015 blev inte lika lyckad för Kylington. Efter att ha fått begränsat med speltid, och gjort få poäng, i Färjestad bad han dem om att bli utlånad till AIK i Hockeyallsvenskan. Väl där ökade poängproduktionen och Kylington svarade på 17 matcher för fyra mål och totalt sju poäng. Till följd av skada missade han emellertid stora delar av säsongen, däribland J20-VM 2014 där han var uttagen. J18-VM blev inte heller någon framgång, då Sverige missade spelet om medaljerna och Kylington endast producerade två assist på fem matcher. Motgångarna påverkade Kylingtons placering i de internationella rankinglistorna inför NHL Entry Draft 2015, där han tidigare legat långt fram - strax efter supertalangerna Connor McDavid och Jack Eichel. Han kom att draftas sist i andrarundan, som 60:e spelare totalt av Calgary Flames.

### Calgary Flames
Inför säsongen 2015/2016 flyttade Kylington till Kanada för att spela i NHL-klubben Calgary Flames organisation. Kylington lyckades dock inte ta en plats i NHL-laget utan blev nedskickad till Stockton Heat i AHL. Under sin första säsong i AHL gjorde han 12 poäng på 47 matcher. Säsongen därpå ökade han sin poängskörd och gjorde 27 poäng på 60 matcher. Säsongen 2017/2018 är hans hittills poängbästa i AHL med 35 poäng varav sju mål på 62 matcher. Detta gjorde att han hösten 2018 kallades upp till Calgary Flames och fick chansen att spela 38 NHL-matcher under säsongen 2018/2019. Under dessa matcher stod han för tre mål och totalt åtta poäng.

## Statistik

### Klubbkarriär
| 2011–12    | Djurgårdens IF     | J18        | 8   | 0  | 3  | 3  | 2  | —  | — | — | — | — |
| 2011–12    | Djurgårdens IF     | J18 Allsv  | 5   | 0  | 0  | 0  | 2  | —  | — | — | — | — |
| 2012–13    | Södertälje SK      | J18        | 2   | 0  | 0  | 0  | 0  | —  | — | — | — | — |
| 2012–13    | Södertälje SK      | J18 Allsv  | 1   | 0  | 0  | 0  | 0  | —  | — | — | — | — |
| 2012–13    | Södertälje SK      | J20        | 39  | 3  | 10 | 13 | 12 | 3  | 0 | 1 | 1 | 0 |
| 2013–14    | Färjestad BK       | J18        | 2   | 1  | 2  | 3  | 2  | —  | — | — | — | — |
| 2013–14    | Färjestad BK       | J20        | 21  | 5  | 16 | 21 | 22 | 2  | 3 | 0 | 3 | 0 |
| 2013–14    | Färjestad BK       | SHL        | 32  | 2  | 4  | 6  | 6  | 12 | 0 | 2 | 2 | 2 |
| 2014–15    | Färjestad BK       | J20        | 10  | 4  | 3  | 7  | 2  | 6  | 0 | 5 | 5 | 6 |
| 2014–15    | Färjestad BK       | SHL        | 18  | 2  | 3  | 5  | 4  | —  | — | — | — | — |
| 2014–15    | AIK                | Allsv      | 17  | 4  | 3  | 7  | 6  | —  | — | — | — | — |
| 2015–16    | Stockton Heat      | AHL        | 47  | 5  | 7  | 12 | 14 | —  | — | — | — | — |
| 2015–16    | Calgary Flames     | NHL        | 1   | 0  | 0  | 0  | 0  | —  | — | — | — | — |
| 2016–17    | Stockton Heat      | AHL        | 60  | 6  | 21 | 27 | 22 | 5  | 0 | 1 | 1 | 0 |
| 2017–18    | Stockton Heat      | AHL        | 62  | 7  | 28 | 35 | 18 | —  | — | — | — | — |
| 2018–19    | Stockton Heat      | AHL        | 18  | 7  | 7  | 14 | 8  | —  | — | — | — | — |
| 2018–19    | Calgary Flames     | NHL        | 38  | 3  | 5  | 8  | 10 | —  | — | — | — | — |
| 2019–20    | Calgary Flames     | NHL        | 48  | 2  | 5  | 7  | 16 | —  | — | — | — | — |
| 2019–20    | Stockton Heat      | AHL        | 3   | 3  | 0  | 3  | 0  | —  | — | — | — | — |
| 2020–21    | Calgary Flames     | NHL        | 8   | 0  | 1  | 1  | 0  | —  | — | — | — | — |
| 2021–22    | Calgary Flames     | NHL        | 73  | 9  | 22 | 31 | 14 | 12 | 1 | 2 | 3 | 8 |
| 2023–24    | Calgary Wranglers  | AHL        | 2   | 0  | 0  | 0  | 4  | —  | — | — | — | — |
| 2023–24    | Calgary Flames     | NHL        | 33  | 3  | 5  | 8  | 12 | —  | — | — | — | — |
| 2024–25    | Colorado Avalanche | NHL        | 13  | 1  | 3  | 4  | 4  | —  | — | — | — | — |
| SHL totalt | SHL totalt         | SHL totalt | 50  | 4  | 7  | 11 | 10 | 12 | 0 | 2 | 2 | 2 |
| NHL totalt | NHL totalt         | NHL totalt | 214 | 18 | 41 | 59 | 56 | 12 | 1 | 2 | 3 | 8 |

### Internationellt
| År            | Lag           | Turnering     | Resultat      |    | Matcher | Mål | Assist | Poäng | Utv |
| ------------- | ------------- | ------------- | ------------- | -- | ------- | --- | ------ | ----- | --- |
| 2014          | Sverige       | IH18          | 4:a           | 5  | 1       | 2   | 3      | 2     |     |
| 2015          | Sverige       | U18           | 8:a           | 5  | 0       | 2   | 2      | 4     |     |
| 2017          | Sverige       | JVM           | 4:a           | 7  | 0       | 4   | 4      | 8     |     |
| Junior totalt | Junior totalt | Junior totalt | Junior totalt | 17 | 1       | 8   | 9      | 14    |     |